# Spillefuglen
Spillefuglen er en amerikansk stumfilm fra 1919 af George Fitzmaurice.

## Medvirkende
| Skuespiller         | Rolle             |
| ------------------- | ----------------- |
| Elsie Ferguson      | Chichita          |
| Lumsden Hare        | Price Ruyler      |
| Zeffie Tilbury      |                   |
| Fred Esmelton       | John Harvey       |
| William Roselle     | Ferdie Derenforth |
| Grace Field         | Sybil Price       |
| Warner Oland        | Nick Delano       |
| Harry Wise          |                   |
| George Dupre        |                   |
| William T. Carleton |                   |